# Лютый, Анатолий Михайлович
Анатолий Михайлович Лю́тый (бел. Анатоль Міхайлавіч Люты; род. 2 января 1951, м. Смиловичи Червенского р-на Минской обл. — 12 марта 2020) — белорусский историк. Отличник народного образования БССР (1984). Доктор исторических наук (1990), профессор (1991). Почётный профессор БГПУ им. М. Танка (2003).

## Биография
В 1976 г. окончил исторический факультет Минского государственного педагогического института им. А. М. Горького. Большое влияние на формирование исторического мировоззрения оказали М. О. Бич и А. П. Пьянков.
В 1979 г. защитил кандидатскую диссертацию «Социально-экономическое развитие городов Белоруссии в конце XVIII — первой трети XIX в.» (науч. рук. — профессор В. В. Чепко). В 1990 г. защитил докторскую диссертацию «Социально-экономическое развитие Белоруссии во второй половине XVIII — первой половине XIX в. К проблеме генезиса капитализма». Доцент (1982). Профессор (1991).
Работал учителем, зам. директора по воспитательной работе Смиловичской СШ, директором Старинской восьмилетней школы Червенского р-на Минской обл. (1976—1979), лектором Червенского РК КПБ (1979—1982). Преподаватель (1977—1980), старший преподаватель (1980—1982), доцент кафедры истории СССР МГПИ им. А. М. Горького (1982—1985). С 1985 г. — заведующий кафедрой истории Беларуси Белорусского государственного педагогического университета им. М. Танка.
Похоронен в Минске, на Западном кладбище. Над могилой А. М. Лютого установлена фигурная гранитная стела с гравированным портретом и мемориальной надписью.

## Награды
- Медаль Франциска Скорины (2010).
- Награждён Почётной грамотой Совета Министров Республики Беларусь (2002).

## Научная деятельность
Изучает социально-экономическое и культурное развитие Белоруссии в XVIII—XIX вв., генезис капитализма и формирование буржуазии, национальные процессы в Белоруссии в период позднего феодализма.
Подготовил 14 кандидатов наук.